# 나무발발이
나무발발이(영어: Eurasian Treecreeper, 학명: Certhia fameliper) 또는 나무발바리는 영국 제도에서도 알려진 작은 참새목새로, 영국 제도에서는 단순히 Treecreeper로 불리는 이 속의 유일한 살아있는 개체이다. 다른 나무발발이과의 새들과 유사하며 구부러진 부리, 무늬가 있는 갈색 윗부분, 희끄무레한 아랫부분, 나무 줄기를 기어오르는 데 도움이 되는 길고 뻣뻣한 꼬리 깃털을 가지고 있다. 유럽의 서식지 대부분을 공유하는 유사한 유럽나무발발이(Certhia brachydactyla)와 다르며 노래로 가장 쉽게 구별할 수 있다.
나무발발이는 구북구의 다양한 지역에서 번식하는 9개 이상의 아종을 갖고 있다. 이 종은 모든 종류의 삼림 지대에서 발견되지만 서유럽의 유럽나무발발이와 겹치는 곳에서는 침엽수림이나 더 높은 고도에서 발견될 가능성이 더 높다. 나무 틈이나 나무껍질 뒤에 둥지를 틀며, 번식한 거삼나무를 둥지로 선호한다. 암컷은 일반적으로 늘어선 둥지에 분홍색 반점이 있는 흰색 알 5~6개를 낳지만, 알과 병아리는 딱따구리와 다람쥐를 포함한 포유류의 공격에 취약하다.
나무발발이는 식충생물이며 생쥐처럼 나무줄기 위로 기어올라가며 가는 부리로 나무껍질 틈새에 있는 곤충을 찾아낸다. 그런 다음 독특한 불규칙한 비행으로 다른 나무 밑둥으로 날아간다. 이 새는 겨울에는 혼자 생활하지만 추운 날씨에는 공동 보금자리를 형성할 수도 있다.